# 1494
| [ Edytuj tabelę ]                          | |
| Król Polski                                | - 1492 Jan I Olbracht 1501 |
| Współksiążęta Andory                       | - 1472 Pere de Cardona 1512 - 1483 Katarzyna z Nawarry 1512 - 1484 Jan III 1516 |
| Król Anglii                                | - 1485 Henryk VII 1509 |
| Król Aragonii i Walencji, hrabia Barcelony | - 1479 Ferdynand Aragoński 1516 |
| Władca Azteków                             | - 1486 Ahuitzotl 1502 |
| Elektor Brandenburgii                      | - 1486 Jan Cicero 1499 |
| Książę Bawarii-Landshut                    | - 1479 Jerzy Bogaty 1503 |
| Książę Bawarii-Monachium                   | - 1460 Zygmunt 1501 - 1465 Albert IV Mądry 1503 |
| Sułtan Brunei                              | - 1473 Bolkiah 1521 |
| Cesarz Chin                                | - 1487 Hongzhi 1505 |
| Król Czech                                 | - 1490 Władysław II Jagiellończyk 1516 |
| Król Danii                                 | - 1481 Jan Oldenburg 1513 |
| Dalajlama                                  | - 1475 Gendun Gjaco 1541 |
| Władca Egiptu                              | - 1468 Ka'itbaj 1496 |
| Cesarz Etiopii                             | - 1478 Yskyndyr 1494 - 1494 Naod 1508 |
| Król Francji                               | - 1483 Karol VIII 1498 |
| Hrabia Holandii                            | - 1482 Maksymilian I Habsburg 1494 - 1494 Filip I Piękny 1506 |
| Władca Inków                               | - 1493 Huayna Capac 1527 |
| Lord Irlandii                              | - 1485 Henryk VII Tudor 1509 |
| Cesarz Japonii                             | - 1464 Go-Tsuchimikado 1500 |
| Kalif                                      | - 1479 Al-Mutawakkil II 1497 |
| Król Kastylii i Leónu                      | - 1474 Izabela I Katolicka 1504 |
| Patriarcha Konstantynopola                 | - 1491 Maksym IV 1497 |
| Władca Korei                               | - 1469 Sŏngjong 1494 - 1494 Yŏngsan 1506 |
| Wielki książę litewski                     | - 1492 Aleksander Jagiellończyk 1506 |
| Cesarz Majapahitu                          | - 1474 Girindrawardhana 1498 |
| Sułtan Maroka                              | - 1472 Muhammad asz-Szajch al-Mahdi 1505 |
| Książę Mediolanu                           | - 1476 Gian Galeazzo 1494 - 1494 Ludwik Sforza 1499 |
| Senior Monako                              | - 1458 Lambert Grimaldi 1494 - 1494 Jan II 1505 |
| Wielki książę moskiewski                   | - 1462 Iwan III Srogi 1505 |
| Król Nawarry                               | - 1484 Katarzyna z Nawarry i Jan d’Albret 1516 |
| Król Norwegii                              | - 1483 Jan Oldenburg 1513 |
| Sułtan Omanu                               | - 1490 Umar asz-Szarif 1500 |
| Elektor Palatynatu                         | - 1476 Filip Wittelsbach 1508 |
| Papież                                     | - 1492 Aleksander VI 1503 |
| Król Portugalii                            | - 1481 Jan II 1495 |
| Cesarz Rzymski (niemiecki)                 | - 1493 Maksymilian I Habsburg 1519 |
| Kapitanowie Regenci San Marino             | - 1493 Menetto di Menetto Bonelli Francesco di Antonio di Anastasio 1494 - 1494 Antonio di Girolamo Marino di Simone Muccioli 1494 - 1494 Antonio di Maurizio Lunardini Marino di Niccolò di Giovanetto 1495 |
| Elektor Saksonii                           | - 1486 Fryderyk I Mądry 1525 |
| Król Szkocji                               | - 1488 Jakub IV 1513 |
| Król Szwecji                               | - 1471 Sten Sture Starszy 1497 |
| Król Tajlandii                             | - 1491 Ramathibodi II 1529 |
| Sułtan Turków                              | - 1481 Bajazyd II 1512 |
| Doża Wenecji                               | - 1486 Agostin Barbarigo 1501 |
| Król Węgier                                | - 1490 Władysław II 1516 |
| Cesarz Wietnamu                            | - 1460 Lê Thánh Tông 1497 |
| Wielki mistrz zakonu krzyżackiego          | - 1489 Jan von Tieffen 1497 |

Rok 1494 / MCDXCIV
stulecia: XIV wiek ~
XV wiek ~
XVI wiek

lata: 1484 «
1489 «
1490 «
1491 «
1492 «
1493 «
1494
» 1495
» 1496
» 1497
» 1498
» 1499
» 1504

## Wydarzenia w Polsce
- Inkorporacja śląskiego księstwa zatorskiego do ziem Korony.
- W Krakowie, w murze Collegium Maius, odkryto skarb[potrzebny przypis]: monety, pierścienie i inne kosztowności.
- W Krakowie wybuchł pożar, który spalił 8 ulic.
- Zakończenie pokojem wieczystym „wojny wierchowskiej” z Księstwem Moskiewskim.

## Wydarzenia na świecie
- 6 stycznia – ojciec Bernardo Boyle odprawił na wyspie Hispaniola pierwszą mszę św. w Nowym Świecie.
- 25 stycznia – Alfons II został królem Neapolu.
- 5 lutego – w Moskwie został podpisany traktat pokojowy kończący wojnę litewsko-moskiewską.
- 3 maja – Krzysztof Kolumb wylądował ze swoją pierwszą ekspedycją na Jamajce i dołączył ją do kolonii hiszpańskich.
- 7 czerwca – Hiszpania i Portugalia podpisały w Tordesillas traktat, który podzielił tereny w basenie Oceanu Atlantyckiego odkryte w wyniku wielkich odkryć geograficznych.
- 12 czerwca – we Włoszech ukazało się pierwsze wydanie dzieła Wojciecha z Brudzewa Theoricae novae planetarium (Teorie nowych planet).
- 14 listopada – inwazja hiszpańska na Wyspy Kanaryjskie: zwycięstwo wojsk kastylijskich nad Guanczami w bitwie pod Aguere.
- 31 grudnia – wojna o Neapol: papież Aleksander VI wpuścił do Rzymu wojska króla Francji Karola VIII.

## Urodzili się
- 2 lutego – Bona Sforza, królowa polska, żona Zygmunta I Starego (zm. 1557)
- 24 marca – Georgius Agricola, niemiecki uczony, górnik, metalurg, mineralog i lekarz (zm. 1555)
- 12 września – Franciszek I Walezjusz, król Francji (zm. 1547)
- 5 listopada – Hans Sachs, niemiecki poeta, meistersinger i dramatopisarz (zm. 1576)
- 6 listopada – Sulejman Wspaniały, sułtan imperium osmańskiego (zm. 1566)

## Zmarli
- 25 stycznia – Archaniela Girlani, włoska karmelitanka, błogosławiona katolicka (ur. 1460)
- 28 września – Bernardyn z Feltre, włoski franciszkanin, błogosławiony katolicki (ur. 1431)
- 21 października – Gian Galeazzo Sforza książę Mediolanu z dynastii Sforzów (ur. 1469)
- 20 grudnia – Matteo Maria Boiardo, włoski poeta (ur. 1441)
- data dzienna nieznana: 
  - Stanisław Szydłowiecki, marszałek dworu królestwa Polskiego (ur. ok. 1405)